# Euphoria (película)
Euphoria es una película dramática de 2017 escrita y dirigida por Lisa Langseth en su primera película en inglés y protagonizada por Alicia Vikander y Eva Green. Fue exhibida en el Festival Internacional de Cine de Toronto de 2017.

## Sinopsis
Dos hermanas en conflicto, Inés (Alicia Vikander) y Emilie (Eva Green), viajan por Europa hacia un destino misterioso.

## Reparto
- Alicia Vikander es Inés.
- Eva Green es Emilie.
- Charlotte Rampling
- Charles Dance
- Adrian Lester
- Mark Stanley